# Aechmea conferta
Espèce
Classification phylogénétique
Aechmea conferta est une espèce de plante de la famille des Bromeliaceae, endémique du Brésil